# Banovo
Banovo je selo sjeveroistočno od Vrbovca. 
Selo se tako zove od 1910. godine kad su doseljeni Zagorci i drugi, koji su pokupovali bivšu vlastelinsku zemlju. Dok je zemlja bila u vlasništvu vlastelina Lovrečina Grad, ovdašnje naselje se zvalo Prnjarevac, od 1850. do 1880. Imbiovec, a od 1880. do 1890. godine Mala Lovrečina. U naselju su stanovali obrtnici i radnici, zaposleni kod vlastelinstva, i to u vlastelinskim zgradama. Od drugog svjetskog rata u selu se nalazi četverogodišnja osnovna škola.

## Stanovništvo
| broj stanovnika |       |       |       |       |       | 123   | 127   | 149   | 167   | 163   | 146   | 114   | 114   | 107   | 121   | 113   | 118   |
|                 | 1857. | 1869. | 1880. | 1890. | 1900. | 1910. | 1921. | 1931. | 1948. | 1953. | 1961. | 1971. | 1981. | 1991. | 2001. | 2011. | 2021. |